# Lista de minisséries brasileiras
Esta é uma lista de todas as minisséries já apresentadas na televisão brasileira.

## Canal Viva(reprises da Globo)
| Título                                   | Início                  | Término                 | N° de capítulos | Autoria                                                     |       |
| ---------------------------------------- | ----------------------- | ----------------------- | --------------- | ----------------------------------------------------------- | ----- |
| A Casa das Sete Mulheres                 | 18 de maio de 2010      | 27 de julho de 2010     | 51              | Maria Adelaide Amaral Walther Negrão                        |       |
| Memorial de Maria Moura                  | 28 de julho de 2010     | 23 de agosto de 2010    | 19              | Jorge Furtado Carlos Gerbase                                |       |
| Hilda Furacão                            | 24 de agosto de 2010    | 6 de outubro de 2010    | 32              | Glória Perez                                                |       |
| Engraçadinha: Seus Amores e Seus Pecados | 7 de outubro de 2010    | 1 de novembro de 2010   | 18              | Leopoldo Serran                                             |       |
| Desejo                                   | 2 de novembro de 2010   | 24 de novembro de 2010  | 16              | Glória Perez                                                |       |
| Chiquinha Gonzaga                        | 25 de novembro de 2010  | 17 de janeiro de 2011   | 38              | Lauro César Muniz Marcílio Moraes                           |       |
| Dona Flor e Seus Dois Maridos            | 18 de janeiro de 2011   | 14 de fevereiro de 2011 | 16              | Dias Gomes                                                  |       |
| Sex Appeal                               | 15 de fevereiro de 2011 | 14 de março de 2011     | 20              | Antônio Calmon                                              |       |
| A Muralha                                | 15 de março de 2011     | 24 de maio de 2011      | 51              | Maria Adelaide Amaral João Emanuel Carneiro Vincent Villari |       |
| Anos Dourados                            | 2 de maio de 2011       | 27 de maio de 2011      | 20              | Gilberto Braga                                              |       |
| Anos Rebeldes                            | 30 de maio de 2011      | 24 de junho de 2011     | 20              | Gilberto Braga                                              |       |
| A, E, I, O... Urca                       | 27 de junho de 2011     | 13 de julho de 2011     | 13              | Antônio Calmon Doc Comparato                                |       |
| Desejo                                   | 18 de julho de 2011     | 9 de agosto de 2011     | 16              | Glória Perez                                                |       |
| Agosto                                   | 10 de agosto de 2011    | 31 de agosto de 2011    | 16              | Jorge Furtado Giba Assis Brasil                             |       |
| O Quinto dos Infernos                    | 1 de setembro de 2011   | 4 de novembro de 2011   | 48              | Carlos Lombardi                                             |       |
| Labirinto                                | 7 de novembro de 2011   | 2 de dezembro de 2011   | 20              | Gilberto Braga                                              |       |
| Contos de Verão                          | 5 de dezembro de 2011   | 23 de dezembro de 2011  | 16              | Domingos de Oliveira                                        |       |
| O Tempo e o Vento                        | 2 de janeiro de 2012    | 6 de fevereiro de 2012  | 25              | Doc Comparato Regina Braga                                  |       |
| Dona Flor e Seus Dois Maridos            | 7 de fevereiro de 2012  | 5 de março de 2012      | 16              | Dias Gomes                                                  |       |
| Os Maias                                 | 6 de março de 2012      | 2 de maio de 2012       | 44              | Maria Adelaide Amaral Vicent Villari João Emanuel Carneiro  |       |
| Chiquinha Gonzaga                        | 2 de julho de 2012      | 22 de agosto de 2012    | 38              | Lauro César Muniz Marcílio Moraes                           |       |
| Engraçadinha: Seus Amores e Seus Pecados | 23 de agosto de 2012    | 17 de setembro de 2012  | 16              | Leopoldo Serran                                             |       |
| JK                                       | 18 de setembro de 2012  | 21 de novembro de 2012  | 47              | Maria Adelaide Amaral Alcides Nogueira                      |       |
| Presença de Anita                        | 22 de novembro de 2012  | 14 de dezembro de 2012  | 16              | Manoel Carlos                                               |       |
| O Auto da Compadecida                    | 17 de dezembro de 2012  | 20 de dezembro de 2012  | 4               | Adriana Falcão Guel Arraes João Falcão                      |       |
| Um Só Coração                            | 7 de janeiro de 2013    | 19 de março de 2013     | 54              | Maria Adelaide Amaral Alcides Nogueira                      |       |
| As Noivas de Copacabana                  | 21 de março de 2013     | 11 de abril de 2013     | 16              | Dias Gomes                                                  |       |
| Maysa: Quando Fala o Coração             | 15 de abril de 2013     | 25 de abril de 2013     | 9               | Manoel Carlos                                               |       |
| Anos Dourados                            | 29 de abril de 2013     | 24 de maio de 2013      | 20              | Gilberto Braga                                              |       |
| Anos Rebeldes                            | 27 de maio de 2013      | 21 de junho de 2013     | 20              | Gilberto Braga                                              |       |
| A Casa das Sete Mulheres                 | 26 de junho de 2013     | 5 de setembro de 2013   | 51              | Maria Adelaide Amaral Walther Negrão                        |       |
| Mad Maria                                | 9 de setembro de 2013   | 25 de outubro de 2013   | 35              | Benedito Ruy Barbosa                                        |       |
| O Primo Basílio                          | 28 de outubro de 2013   | 18 de novembro de 2013  | 16              | Gilberto Braga Leonor Bassères                              |       |
| Hilda Furacão                            | 19 de novembro de 2013  | 2 de janeiro de 2014    | 32              | Glória Perez                                                |       |
| O Quinto dos Infernos                    | 6 de janeiro de 2014    | 13 de março de 2014     | 48              | Carlos Lombardi                                             |       |
| Retrato de Mulher                        | 17 de março de 2014     | 27 de março de 2014     | 11              | Walcyr Carrasco                                             |       |
| Cinquentinha                             | 31 de março de 2014     | 9 de abril de 2014      | 8               | Aguinaldo Silva Maria Elisa Berredo                         |       |
| Labirinto                                | 14 de abril de 2014     | 10 de maio de 2014      | 20              | Gilberto Braga                                              |       |
| O Auto da Compadecida                    | 26 de julho de 2014     | 29 de julho de 2014     | 4               | Adriana Falcão Guel Arraes João Falcão                      |       |
| A Muralha                                | 29 de junho de 2015     | 7 de setembro de 2015   | 51              | Maria Adelaide Amaral Vincent Villari João Emanuel Carneiro |       |
| Presença de Anita                        | 8 de setembro de 2015   | 29 de setembro de 2015  | 16              | Manoel Carlos                                               |       |
| Dalva e Herivelto - Uma canção de amor   | 16 de novembro de 2015  | 20 de novembro de 2015  | 05              | Maria Adelaide Amaral                                       |       |
| Dercy de Verdade                         | 11 de junho de 2016     | 02 de julho de 2016     | 04              | Maria Adelaide Amaral                                       |       |
| Grande Sertão: Veredas                   | 18 de dezembro de 2017  | 13 de janeiro de 2018   | 25              | Walter George Durst                                         |       |
| Maysa: Quando Fala o Coração             | 4 de agosto de 2019     | 29 de setembro de 2019  | 9               | Manoel Carlos                                               |       |
| Dercy de Verdade                         | 6 de outubro de 2019    | 27 de outubro de 2019   | 04              | Maria Adelaide Amaral                                       |       |
| Abolição                                 | 3 de novembro de 2019   | 24 de novembro de 2019  | 04              | Wilson Aguiar Filho                                         |       |
| Engraçadinha: Seus Amores e Seus Pecados | 5 de janeiro de 2020    | 3 de maio de 2020       | 18              | Leopoldo Serran                                             |       |
| Dona Flor e Seus Dois Maridos            | 10 de maio de 2020      | 20 de setembro de 2020  | 16              | Dias Gomes                                                  |       |
| Anos Dourados                            | 27 de setembro de 2020  | 7 de fevereiro de 2021  | 20              | 1986                                                        |       |
| O Relógio da Aventura                    | 09 de janeiro de 2021   | 30 de janeiro de 2021   | 04              | 2010-2011                                                   |       |
| A Terra dos Meninos Pelados              | 09 de janeiro de 2021   | 30 de janeiro de 2021   | 04              | 2003-2004                                                   |       |
| Clara e o Chuveiro do Tempo              | 06 de fevereiro de 2021 | 27 de fevereiro de 2021 | 04              | 2005-2006                                                   |       |
| O Pequeno Alquimista                     | 06 de fevereiro de 2021 | 27 de fevereiro de 2021 | 04              | 2004-2005                                                   |       |
| Cinquentinha                             | 14 de fevereiro de 2021 | 4 de abril de 2021      | 08              | 2009                                                        |       |
| Amorteamo                                | 11 de abril de 2021     | 9 de maio de 2021       | 05              | 2015                                                        |       |
| Dalva e Herivelto: uma Canção de Amor    | 16 de maio de 2021      | 13 de junho de 2021     | 05              | 2010                                                        |       |
| O Brado Retumbante                       | 3 de outubro de 2021    | 14 de novembro de 2021  | 08              | 2012                                                        | [ 1 ] |
| A Casa das Sete Mulheres                 | 3 de janeiro de 2022    | 14 de março de 2022     | 51              | 2003                                                        |       |
| Dercy de Verdade                         | 8 de janeiro de 2022    | 29 de janeiro de 2022   | 04              | 2012                                                        |       |
| O Canto da Sereia                        | 5 de fevereiro de 2022  | 26 de fevereiro de 2022 | 04              | 2013                                                        | [ 2 ] |
| O Auto da Compadecida                    | 05 de março de 2022     | 26 de março de 2022     | 04              | 1999                                                        | [ 3 ] |
| Presença de Anita                        | 15 de março de 2022     | 05 de abril de 2022     | 16              | 2001                                                        | [ 4 ] |
| Chiquinha Gonzaga                        | 6 de abril de 2022      | 27 de maio de 2022      | 38              | 1999                                                        | [ 5 ] |
| O Bem-Amado                              | 14 de maio de 2022      | 4 de junho de 2022      | 04              | 2011                                                        |       |
| O Quinto dos Infernos                    | 30 de maio de 2022      | 2 de agosto de 2022     | 47              | 2002                                                        |       |
| Gonzaga: de Pai pra Filho                | 11 de junho de 2022     | 2 de julho de 2022      | 04              | 2013                                                        | [ 6 ] |
| O Tempo e o Vento                        | 13 de agosto de 2022    | 27 de agosto de 2022    | 03              | 2014                                                        |       |
| Dalva e Herivelto: uma Canção de Amor    | 1 de outubro de 2022    | 29 de outubro de 2022   | 05              | 2010                                                        |       |
| Serra Pelada, A Saga Do Ouro             | 05 de novembro de 2022  | 26 de novembro de 2022  | 04              | 2014                                                        |       |
| Dercy de Verdade                         | 01 de julho de 2023     | 22 de julho de 2023     | 04              | 2012                                                        |       |

## Rede Manchete
| Título                  | Início                 | Término                | N° de capítulos | Autoria                           |
| ----------------------- | ---------------------- | ---------------------- | --------------- | --------------------------------- |
| Marquesa de Santos      | 21 de agosto de 1984   | 5 de outubro de 1984   | 52              | Wilson Aguiar Filho               |
| Viver a Vida            | 9 de outubro de 1984   | 20 de novembro de 1984 | 52              | Manoel Carlos                     |
| Santa Marta Fabril S.A. | 21 de novembro de 1984 | 29 de dezembro de 1984 | 24              | Geraldo Vietri                    |
| Tudo em Cima            | 11 de março de 1985    | 12 de abril de 1985    | 25              | Bráulio PedrosoGeraldo Carneiro   |
| A Rainha da Vida        | 16 de novembro de 1987 | 4 de dezembro de 1987  | 15              | Wilson Aguiar FilhoLeila Miccolis |
| Escrava Anastácia       | 15 de maio de 1990     | 5 de junho de 1990     | 4               | Paulo César Coutinho              |
| O Canto das Sereias     | 16 de julho de 1990    | 26 de julho de 1990    | 8               | Paulo César Coutinho              |
| Mãe de Santo            | 9 de outubro de 1990   | 2 de novembro de 1990  | 16              | Paulo César Coutinho              |
| Rosa dos Rumos          | 20 de novembro de 1990 | 30 de novembro de 1990 | 8               | Walcyr CarrascoRita Buzzar        |
| Filhos do Sol           | 16 de janeiro de 1991  | 9 de fevereiro de 1991 |                 | Walcyr CarrascoEloy Santos        |
| Ilha das Bruxas         | 4 de março de 1991     | 28 de março de 1991    | 16              | Paulo Figueiredo                  |
| O Farol                 | 15 de abril de 1991    | 2 de maio de 1991      | 11              | Paulo Halm                        |
| Na Rede de Intrigas     | 13 de maio de 1991     | 13 de junho de 1991    | 20              | Geraldo Vietri                    |
| Floradas na Serra       | 1 de julho de 1991     | 1 de agosto de 1911    | 24              | Geraldo Vietri                    |
| O Guarani               | 19 de agosto de 1991   | 28 de setembro de 1991 | 35              | Walcyr Carrasco                   |
| O Fantasma da Ópera     | 15 de outubro de 1991  | 29 de novembro de 1991 | 37              | Paulo Afonso de LimaJael Coaracy  |

## RecordTV
| Título                | Início                 | Término                 | N° de capítulos | Autoria                       |
| --------------------- | ---------------------- | ----------------------- | --------------- | ----------------------------- |
| A Filha do Demônio    | 3 de março de 1997     | 7 de março de 1997      | 5               | Ronaldo Ciambroni             |
| Olho da Terra         | 10 de março de 1997    | 21 de março de 1997     | 10              | Ronaldo Ciambroni             |
| Direito de Vencer     | 14 de abril de 1997    | 19 de junho de 1997     | 49              | Ronaldo Ciambroni             |
| Por Amor e Ódio       | 7 de julho de 1997     | 15 de agosto de 1997    | 30              | Vivian de Oliveira            |
| Uma Janela para o Céu | 1 de outubro de 1997   | 31 de outubro de 1997   | 23              | Lilinha Viveiros Paulo Cabral |
| Velas de Sangue       | 1 de novembro de 1997  | 30 de novembro de 1997  | 26              | Lilinha Viveiros Paulo Cabral |
| A Sétima Bala         | 1 de dezembro de 1997  | 31 de dezembro de 1997  | 27              | Ronaldo Ciambroni             |
| O Desafio de Elias    | 22 de dezembro de 1997 | 26 de dezembro de 1997  | 5               | Yves Dumont                   |
| Do Fundo do Coração   | 5 de janeiro de 1998   | 30 de janeiro de 1998   | 22              | Lilinha Viveiros Paulo Cabral |
| Alma de Pedra         | 28 de janeiro de 1998  | 28 de fevereiro de 1998 | 25              | Vivian de Oliveira            |
| A História de Ester   | 14 de dezembro de 1998 | 25 de dezembro de 1998  | 10              | Yves Dumont                   |
| A História de Ester   | 13 de março de 2010    | 01 de abril de 2010     | 10              | Vivian de Oliveira            |
| Sansão e Dalila       | 4 de janeiro de 2011   | 2 de fevereiro de 2011  | 18              | Gustavo Reiz                  |
| Rei Davi              | 24 de janeiro de 2012  | 3 de maio de 2012       | 30              | Vivian de Oliveira            |
| José do Egito         | 30 de janeiro de 2013  | 9 de outubro de 2013    | 38              | Vivian de Oliveira            |
| Plano Alto            | 30 de setembro de 2014 | 17 de outubro de 2014   | 12              | Marcílio Moraes               |
| Na Mira do Crime      | 15 de junho de 2015    | 15 de junho de 2015     | 5               | Tiago Santiago                |
| Lia                   | 26 de junho de 2018    | 09 de julho de 2018     | 10              | Paula Richard                 |

## Rede Bandeirantes
| Título                                   | Início                  | Término                | N° de capítulos | Autoria                                                             |
| ---------------------------------------- | ----------------------- | ---------------------- | --------------- | ------------------------------------------------------------------- |
| A Guerra dos Farrapos                    | 1985                    | 1985                   |                 |                                                                     |
| Carne de Sol                             | junho de 1986           | julho de 1986          | 4               | Orlando Senna                                                       |
| Chapadão do Bugre                        | 4 de janeiro de 1988    | 29 de janeiro de 1988  | 20              | Antônio Carlos da Fontoura                                          |
| Colônia Cecília                          | 31 de julho de 1989     | 11 de agosto de 1989   | 10              | Patrícia MeloCarlos Nascimbeni                                      |
| O Cometa                                 | 21 de agosto de 1989    | 15 de setembro de 1989 |                 | Manoel Carlos                                                       |
| Capitães da Areia                        | 5 de dezembro de 1989   | 16 de dezembro de 1989 | 10              | Antônio Carlos FontouraJosé LouzeiroMarcos LazzariniWálter Lima Jr. |
| Haru e Natsu: As Cartas que não chegaram | 25 de fevereiro de 2008 | 7 de março de 2008     | 8               | Sugako Hashida                                                      |

## TV Cultura
A TV Cultura produziu entre 1981 e 1982 um programa chamado Tele-Romance, exibindo adaptações de livros, durante 20 capítulos em média. Essas produções, apesar de pequenas em duração, são consideradas telenovelas. Já o Projeto Direções foi criado pela TV Cultura, em parceria com o SESC TV. Suas duas fases iniciais, a primeira com 16 diretores e a segunda com oito selecionados da fase anterior, tiveram boa receptividade, principalmente do meio teatral, o que estimulou a criação da terceira fase, no formato de teleteatro.*
| Título                             | Início                | Término               | N° de capítulos | Autoria                                      |
| ---------------------------------- | --------------------- | --------------------- | --------------- | -------------------------------------------- |
| Sombras de Julho                   | 17 de janeiro de 1995 | 20 de janeiro de 1995 |                 | Júlia Altberg                                |
| Zumbi, Rei dos Palmares            | 1996                  | 1996                  |                 | Walter Avancini                              |
| Além do Horizonte                  | 10 de maio de 2009    | 31 de maio de 2009    | 4               | Ivam Cabral                                  |
| Unidos do Livramento               | 7 de julho de 2009    | 28 de junho de 2009   | 4               | Renata Pallottini                            |
| O Amor Segundo Benjamim Schianberg | 5 de julho de 2009    | 26 de julho de 2009   | 4               | Maurício Paroni de Castro                    |
| João Miguel                        | 2 de agosto de 2009   | 23 de agosto de 2009  | 4               | Renata Pallottini                            |
| Trago Comigo                       | 1 de setembro de 2009 | 4 de setembro de 2009 | 4               | Thiago Dottori, com argumento de Tata Amaral |
| O Louco dos Viadutos               | 2009                  | 2009                  | 4               | Eliane Caffé Christine Röhrig Alvise Camozzi |

## TV Ceará
| Título              | Início               | Término | N° de capítulos | Autoria                        |
| ------------------- | -------------------- | ------- | --------------- | ------------------------------ |
| Sedição de Juazeiro | 22 de agosto de 2012 |         | 4               | Jonas Luis da Silva, de Icapuí |